# Eerste divisie (vrouwenhandbal) 2002/03
De Eerste divisie is de op een na hoogste afdeling van het Nederlandse handbal bij de vrouwen op landelijk niveau. In het seizoen 2002/2003 werd De Groot Groep/E&O kampioen en promoveerde naar de eredivisie. DWS en Swift Arnhem degradeerde naar de hoofdklasse.

## Teams
| Club               | Plaats       | Provincie     |
| ------------------ | ------------ | ------------- |
| AGL/BFC            | Beek         | Limburg       |
| Moes/Dalfsen       | Dalfsen      | Overijssel    |
| DES '72            | Papendrecht  | Zuid-Holland  |
| DWS                | Schiedam     | Zuid-Holland  |
| De Groot Groep/E&O | Emmen        | Drenthe       |
| Fortissimo         | Cothen       | Utrecht       |
| HCV '90            | Velsen-Noord | Noord-Holland |
| PSV                | Eindhoven    | Noord-Brabant |
| Swift Arnhem       | Arnhem       | Gelderland    |
| Axias/Tachos       | Waalwijk     | Noord-Brabant |
| UDSV               | Zuilen       | Utrecht       |
| V en S             | Groningen    | Groningen     |
| Westsite           | Amsterdam    | Noord-Holland |
| ASKO/Zwaluwen '30  | Hoorn        | Noord-Holland |

## Stand
| Pos | Club               | Wed | W  | G | V  | Ptn | DV  | DT  | +/−  | Opmerking                                |
| --- | ------------------ | --- | -- | - | -- | --- | --- | --- | ---- | ---------------------------------------- |
| 1   | De Groot Groep/E&O | 26  | 24 | 0 | 2  | 48  | 675 | 439 | 236  | Rechtstreekse promotie naar eredivisie   |
| 2   | Axias/Tachos       | 26  | 22 | 0 | 4  | 44  | 617 | 485 | 132  | gekwalificeerd voor periodekampioenschap |
| 3   | AGL/BFC            | 26  | 19 | 2 | 5  | 40  | 634 | 546 | 88   | gekwalificeerd voor periodekampioenschap |
| 4   | Westsite           | 26  | 19 | 0 | 7  | 38  | 540 | 435 | 105  | gekwalificeerd voor periodekampioenschap |
| 5   | HCV '90            | 26  | 15 | 2 | 9  | 32  | 625 | 545 | 80   |                                          |
| 6   | Fortissimo         | 26  | 12 | 2 | 12 | 26  | 528 | 539 | -11  |                                          |
| 7   | DES '72            | 26  | 11 | 2 | 13 | 24  | 472 | 491 | -19  | gekwalificeerd voor periodekampioenschap |
| 8   | Moes/Dalfsen       | 26  | 11 | 1 | 14 | 23  | 522 | 563 | -41  |                                          |
| 9   | ASKO/Zwaluwen '30  | 26  | 9  | 2 | 15 | 20  | 596 | 617 | -21  |                                          |
| 10  | UDSV               | 26  | 9  | 0 | 17 | 18  | 480 | 550 | -70  |                                          |
| 11  | PSV                | 26  | 8  | 1 | 17 | 17  | 495 | 582 | -87  |                                          |
| 12  | V en S             | 26  | 6  | 3 | 17 | 15  | 525 | 605 | -80  |                                          |
| 13  | Swift Arnhem       | 26  | 6  | 1 | 19 | 13  | 410 | 553 | -143 | Degradatie naar Hoofdklasse              |
| 14  | DWS                | 26  | 2  | 2 | 22 | 6   | 449 | 618 | -169 | Degradatie naar Hoofdklasse              |

## Periodekampioenschap

### Teams
| Positie                  | Team         |
| ------------------------ | ------------ |
| Winnaar eerste periode   | Axias/Tachos |
| Winnaar tweede periode   | DES '72      |
| Vervanger derde periode  | Westsite     |
| Vervanger vierde periode | AGL/BFC      |

### Stand
| Pos | Club         | Wed | W | G | V | Ptn | DV  | DT  | +/− | Opmerking                     |
| --- | ------------ | --- | - | - | - | --- | --- | --- | --- | ----------------------------- |
| 1   | AGL/BFC      | 6   | 5 | 0 | 1 | 10  | 154 | 134 | 20  | Geplaatst voor de Best of Two |
| 2   | Axias/Tachos | 6   | 4 | 0 | 2 | 8   | 141 | 117 | 24  |                               |
| 3   | Westsite     | 6   | 3 | 0 | 3 | 6   | 115 | 107 | 8   |                               |
| 4   | DES '72      | 6   | 0 | 0 | 6 | 0   | 84  | 136 | -52 |                               |

### Best of Two
| 10 mei 2003 | AGL/BFC | 22 - 26 | VZV |

| 17 mei 2003 | VZV | 31 - 24 | AGL/BFC |

- AGL/BFC blijft in eerste divisie. VZV blijft in de Lucardi eredivisie.